# Oca capgrisa
L'oca capgrisa (Chloephaga poliocephala) és una espècie d'ocell de la família dels anàtids (Anatidae) que habita vores de llacs i praderies del sud de Xile i de l'Argentina, cap al sud fins al Cap d'Hornos i la Terra del Foc. També a les illes Malvines.